# 莎士比亞 (新墨西哥州)
莎士比亞（英語：Shakespeare）是位於美國新墨西哥州伊達爾戈縣的鬼鎮。

## 歷史
莎士比亞的郵局於1879年設立，其後於1885年停運。

## 地理
莎士比亞所處的海拔為高於海平面1362米（即4469英呎），而該地所採用的時區為UTC-7，即北美山地时区（MST）。同時該地設有夏令時間，為UTC-7調快一小時，即UTC-6（MDT）。